# Communauté de communes du val de Blaise
Pour les articles homonymes, voir CCVB.
La Communauté de communes du Val de Blaise est une ancienne communauté de communes  française située dans le département de la Haute-Marne et la région Champagne-Ardenne.

## Composition
Créée le 6 décembre 2000, La Communauté de communes du Val de Blaise compte 23 communes et environ 8 000 habitants. 
Présidée par M. Laurent Gouverneur, la « Codécom » gère la Médiathèque Intercommunale, le Théâtre la Forgerie ainsi que l'École de musique et de danse. Le territoire étant essentiellement rural, différents services à destination des personnes âgées ou à mobilité réduite ont été mis en place tel que le portage de repas à domicile ou un bus faisant le tour des communes une fois par semaine.
Voici les 23 communes qui composent la Communauté de communes :
- Allichamps
- Attancourt
- Avrainville
- Bailly-aux-Forges
- Brousseval
- Domblain
- Dommartin-le-Franc
- Doulevant-le-Petit
- Fays
- Flornoy
- Louvemont
- Magneux
- Montreuil-sur-Blaise
- Morancourt
- Rachecourt-Suzémont
- Sommancourt
- Troisfontaines-la-Ville
- Valleret
- Vaux-sur-Blaise
- Ville-en-Blaisois
- Villers-au-bois
- Voillecomte
- Wassy

Depuis janvier 2012 la communauté des communes du Val de Blaise a été intégrée à la nouvelle Communauté de Communes de Saint-Dizier, Der et Blaise, effective depuis début 2012.